# Agrupación de Electores Independientes Zamoranos
Agrupación de Electores Independientes Zamoranos - Unión del Pueblo Zamorano (ADEIZA-UPZ) fue un partido político español creado en 1999 cuyo ámbito de actuación se centraba en la provincia de Zamora. 
Desde abril de 2018 como: Zamora Decide fruto de la fusión de Ahora Decide, Agrupación de Electores Independientes Zamoranos y Unión del Pueblo Zamorano.
Nació con el objetivo de reclamar mayores cotas de desarrollo para la provincia de Zamora y sus municipios, que ocupa los últimos puestos en los diferentes índices de desarrollo por provincias.
Entre sus reclamaciones estuvieron la del canon energético, las vías de comunicación (tren y carreteras), cultura y educación (creación de un Campus universitario autónomo, iniciativas culturales), etc.

## Origen
El germen del partido está en la iniciativa de los más destacados miembros de la Asociación para la promoción y desarrollo económico de la provincia Zamora (ADEZA), que a lo largo de la década de los 90 mantuvo una relevante participación en reclamaciones de infraestructuras para Zamora o la reivindicación de un Campus Universitario para Zamora. El partido se fundó con la denominación Unión del Pueblo Zamorano (UPZ) / Agrupación de Electores Independientes Zamoranos (ADEIZA) en la ciudad de Zamora el 4 de marzo de 1999, quedando inscrito en el Registro de Partidos Políticos el día 31 del mismo mes.

## Ideología
ADEIZA-UPZ se definía en sus Estatutos como una organización política de componente ideológico esencialmente pluralista, avanzada en lo social, autónoma en lo económico, de vocación política progresista y de convicciones integradoras y centristas.
Además, ADEIZA-UPZ fue un partido político independiente, formando parte del movimiento independiente a nivel nacional como miembro fundador de Tercera Vía.

## Organización y financiación
El máximo órgano del partido era el Congreso general, que se reunía ordinariamente cada cuatro años. En los Congresos participan todos los afiliados al día en el pago de las cuotas, no existiendo la figura de los compromisarios.
El Comité Ejecutivo es el máximo órgano de gobierno interno entre congresos, y está formado por el presidente, Vicepresidente Ejecutivo, Secretario General, Tesorero, y Secretarios Ejecutivos. Todos los cargos internos del partido sin excepciones eran elegidos por listas abiertas y desbloqueadas por todos los afiliados, pudiendo presentarse a los cargos cualquier afiliado al corriente en el pago de las cuotas con un número determinado de avales. Existía la posibilidad de la moción de censura de los cargos.
Existieron otros dos órganos internos: la Comisión de Garantías y Conflictos y la Comisión de Cuentas.
Las fuentes de financiación eran las cuotas de los afiliados, las donaciones y las subvenciones por resultados electorales en las elecciones municipales.
En 2010 se fundó su organización juvenil "Jóvenes por Zamora".
En el Congreso celebrado en diciembre de 2011 se aprobó dejar de utilizar la denominación Unión del Pueblo Zamorano electoralmente, quedando el nombre del partido únicamente como Agrupación de Electores Independientes Zamoranos.

## Trayectoria
El partido acudió a sus primeros comicios únicamente con el nombre Unión del Pueblo Zamorano (UPZ). En las primeras elecciones municipales presentó listas en seis municipios. El número de votos total en la provincia fue de 1443 (1,15 %). Su candidatura de Zamora, liderada por Ángel Campano Sánchez (primer Presidente del partido), obtuvo 817 votos (2,66 %).
Sus resultados en la provincia fueron muy reducidos: dos concejales en Ferreras de Abajo (donde obtuvo la alcaldía mediante un pacto) y uno en San Vitero.
Meses después de las elecciones municipales buena parte de los concejales de Centro Democrático y Social en la provincia se integraron en UPZ, debido a su desintegración a nivel autonómico y nacional.
En las elecciones generales del 2000, únicas de este tipo a las que el partido se presentó, obtuvo 2347 votos (1,83 %) al Congreso de los Diputados, mientras que los candidatos al Senado obtuvieron 3167, 2541 y 2220 votos.
Las elecciones municipales de mayo de 2003 dieron un resultado de 4507 votos, el 3,5 %, con un total de 32 concejales. Su mayor éxito fue su irrupción en la capital con 2646 votos (7,66 %, dos concejales), con una lista electoral que incorporó a personas de la vida intelectual de la ciudad con el liderazgo del historiador Miguel Ángel Mateos Rodríguez. En la ciudad se presentó con el nombre de Agrupación de Electores Independientes Zamoranos, mientras que en los municipios de la provincia y a las elecciones autonómicas se presentó con el de Unión del Pueblo Zamorano.

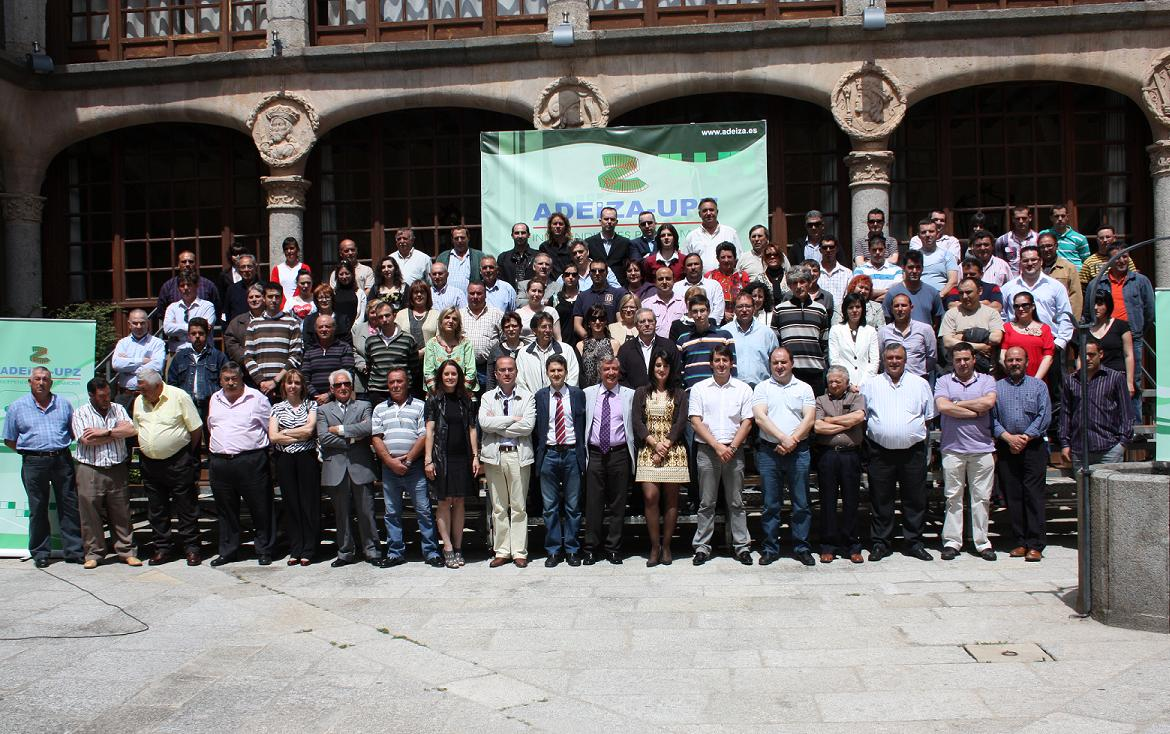
Candidatos del partido político ADEIZA a las elecciones municipales y autonómicas de 2011.

En las elecciones municipales de 2007, con la denominación Agrupación de Electores Independientes Zamoranos - Unión del Pueblo Zamorano, se consiguió un salto cualitativo en la provincia al llegar a 63 el número de concejales, con 6705 votos en la provincia (5,41 %), lo que situó por primera vez a ADEIZA-UPZ como tercera fuerza electoral provincial tanto en número de votos como de concejales. En Zamora consiguió revalidar los dos concejales obtenidos en 2003, que pasaron a ser llave de gobierno al quedar el Partido Popular en minoría. Obtuvo además la alcaldía de Villalpando. Los resultados en la provincia permitieron el acceso por primera vez a la Diputación de Zamora con un diputado provincial.
En las elecciones municipales de 2011 el número de votos en las elecciones municipales disminuyó a 6235 (5,32 %), si bien el número de concejales aumentó hasta los 86, obteniendo doce alcaldías, ocho por mayorías absolutas y cuatro por pactos con otras fuerzas políticas.
En las elecciones municipales de 2015 el número de votos se redujo a 4258 votos (3,85 %), consiguiendo 55 concejales, perdiendo la representación en el Ayuntamiento de Zamora y la Diputación, obteniendo las alcaldías de Arcenillas, Cañizo, Corrales del Vino, Moraleja del Vino, Roales del Pan, Villalonso y la alcaldía pedánea de la entidad local menor de Vecilla de la Polvorosa.
El partido también se ha presentado a las diferentes convocatorias de las elecciones autonómicas de Castilla y León desde su fundación pero sin acercarse a la posibilidad de obtener representación.
En abril de 2018 los responsables del partido anunciaron la unión del partido con Ahora Decide, un partido surgido en el año 2015, con el fin de presentarse como una única estructura política a las elecciones municipales y autonómicas de mayo de 2019, cesando ADEIZA su actividad política.El partido fue disuelto por sentencia judicial en 2021 por falta de adaptación de sus estatutos a la nueva normativa.

## Elecciones a las Cortes de Castilla y León
- 2015: Como "ADEIZA".
- 2007 y 2011: Como "ADEIZA-UPZ".
- 1999 y 2003: Como "UPZ".

| Elecciones                                         | Votos | %                                         | Diputados                              |
| -------------------------------------------------- | ----- | ----------------------------------------- | -------------------------------------- |
| Elecciones a las Cortes de Castilla y León de 2015 | 2380  | 2.04% (en Zamora) y 0.05% (en Valladolid) | 0/7 (en Zamora) y 0/15 (en Valladolid) |
| Elecciones a las Cortes de Castilla y León de 2011 | 3322  | 2.85% (en Zamora)                         | 0/7 (en Zamora)                        |
| Elecciones a las Cortes de Castilla y León de 2007 | 3241  | 2.55% (en Zamora)                         | 0/7 (en Zamora)                        |
| Elecciones a las Cortes de Castilla y León de 2003 | 1998  | 1.52% (en Zamora)                         | 0/7 (en Zamora)                        |
| Elecciones a las Cortes de Castilla y León de 1999 | 1556  | 1.25% (en Zamora)                         | 0/8 (en Zamora)                        |